# Cryphia hartmanni
Cryphia hartmanni är en fjärilsart som beskrevs av Arnold Spuler. Cryphia hartmanni ingår i släktet Cryphia och familjen nattflyn. Inga underarter finns listade i Catalogue of Life.